# Leptogaster velutina
Leptogaster velutina är en tvåvingeart som beskrevs av Emile Janssens 1954. Leptogaster velutina ingår i släktet Leptogaster och familjen rovflugor.
Artens utbredningsområde är Kongo. Inga underarter finns listade i Catalogue of Life.